# Juvignac
Juvignac este o comună în departamentul Hérault din sudul Franței. În 2009 avea o populație de 7.248 de locuitori.

## Evoluția populației
| An        | 1975  | 1982  | 1990  | 1999  | 2006  | 2009  |
| --------- | ----- | ----- | ----- | ----- | ----- | ----- |
| Populație | 2.653 | 3.488 | 4.221 | 5.592 | 6.258 | 7.248 |